# Lennart Engquist
Lennart Engquist, född Karl-Lennart Engquist 30 september 1920 i Linköping, död 25 januari 1975 i Stockholm, var en svensk skådespelare.

## Filmografi
- 1966 – Yngsjömordet
- 1970 – En kärlekshistoria

## Radioteater

### Roller
| År   | Roll     | Produktion                                  | Regi        |
| ---- | -------- | ------------------------------------------- | ----------- |
| 1953 | Lindgren | Hillmans bästa: Naturlig död? Folke Mellvig | Lars Madsén |